# LAV-300
Cadillac Gage Textron LAV-300 (початкова назва V-300) — сімейство американських легких броньованих машин (LAVs) яке налічує 15 конфігурацій. LAV-300 має високу мобільність, швидкість до 105 км/год, а також може перевозитися літаками C-5 Galaxy, C-141 Starlifter, C-17 Globemaster III та C-130 Hercules. Деякі моделі пристосовані для транспортування гелікоптером CH-53E Super Stallion.

## Історія створення
LAV-300 6x6 став доповненням до Textron Marine та Land Division (офіційно Cadillac Gage) 4x4 Commando. Філіппінські морські піхотинці отримали версію бронетранспортера (APC) з башнею яка мала кулемети калібром 12 та 7,62 мм, а також версію машини вогневої підтримки озброєною гарматою Cockerill 90 мм. Корпус морської піхоти потребував LVTP7A1 (зараз AAVP-7A1) броньовані амфібії, які їм були запропоновані у 1980-х у кількості 36, але через політичні негаразди контракт не було виконано. У 1991 LAV-300 були запропоновані Філіппінській морській піхоті. Морська піхота прийняла машини, але виставила деякі умови для модифікації: водометні двигуни для пересування водою, кормова рампа для висадки солдат. Димові гранатомети та лебідку було знято, щоб зменшити видатки.
Більшість кувейтських LAV-300 було знищено іракськими військами під час вторгнення Іраку до Кувейту у 1990 .

### Використання
Як практично усі плаваючі колісні бронетранспортери LAV-300 може безпечно пересуватися, лише спокійними водоймами, такими як озера та деякі річки. Дотепер Корпус Філіппінської морської піхоти використовує ці БТР у боротьбі проти Ісламського визвольного фронту моро (MILF) у Каусвагані та інших битвах[джерело?].

## Броня
Броня LAV-300 складається зі сталевої броні високої твердості, яка разом з малим силуетом дає надійний захист від куль калібру  7,62 мм в упор і під будь-яким кутом. Пол з можливістю додання додаткового плит для захисту екіпажу від  наземних мін и ручних гранат.

## Маневреність
LAV-300 MK II здатний форсувати водні перешкоди без попередньої підготовки . Шини радіальні безкамерні і можуть бути оснащені боєстійкими шинами і центральною системою підкачки шин. LAV-300 MK II може піднятися на схил з кутом 60 відсотків, працюють на стороні схилу з кутом 30 відсотків і долати перешкоди висотою 60 см.

## Двигун
LAV-300 MK II має дизельний двигун з турбонаддувом допомагає розігнатися від 0 до 32 км/г менш ніж за 10 секунд і працює на авіакеросині, гасі та інших видах легкого паливі за відсутності дизельного палива. Шестиколісна формула та подвійні гідравлічні гальма дозволяють зупинити машину з 32 км/г до 0 за, приблизно, 12 м. Дальність дій LAV-300 MK II складає 925 км.

## Конфігурації
LAV-300 має 15 різних модифікацій—найбільш поширені: командирська, бронетранспортер, винищувач танків, тилове забезпечення, швидка допомога і броньована ремонто-евакуаційна машина. На LAV-300 встановлюється наступне озброєння:
- 7.62 мм спарений кулемет з 12.7 мм, 25 мм, 30 мм чи 40 мм гарматами
- 20 мм зенітна гармата
- Керована протитанкова ракета BGM-71 TOW
- 90 мм гармата
- 81 мм та 120 мм міномет.